# Richard Thieme
Richard Thieme (* 23. Juli 1876 in Berlin; † 30. April 1948 ebenda) war ein deutscher Gartenarchitekt. Er leitete von 1903 bis 1945 die Berlin-Wilmersdorfer Gartenverwaltung und entwarf die meisten der in dieser Zeit ausgeführten öffentlichen Grünanlagen des Bezirks. Neben Fritz Encke war er 1906 der erste Gartenkünstler in Berlin und Umgebung, der sich dem modernen Stil zuwandte, weg von landschaftlichen Parkgestaltungen und reinen Schmuckplätzen hin zu Anlagen, die dem Aufenthalt und der praktischen Nutzung durch die Bevölkerung dienten. Auch in der Pflanzenverwendung beschritt er neue Wege, indem er schon 1910 Stauden im öffentlichen Grün einsetzte.

## Leben

### Ausbildung und frühe Werke
Thieme lernte im Schlossgarten Charlottenburg bei Hofgärtner Eduard II. Nietner und besuchte das Pomologische Institut im schlesischen Proskau. Auf seinen anschließenden Wanderjahren kam er nach Kiel, Innsbruck und London, Weimar und Klein Glienicke.
Die benachbarten reichen Gemeinden Schöneberg, Deutsch-Wilmersdorf, Friedenau und Charlottenburg erlebten in den Jahren zwischen 1900 und 1914 eine rasante Entwicklung und beispiellose Bautätigkeit und wetteiferten miteinander in der Anlage richtungweisender öffentlicher Grünanlagen. Wilmersdorf stellte am 15. April 1903 Thieme als Gemeinde-Obergärtner (ab 1906 Stadtobergärtner) ein.
Er begann mit Ausführung von Entwürfen von Hermann Geitner. Seine ersten eigenen Entwürfe galten dem Preußenplatz, Prager Platz, Rankeplatz (seit 2012: Friedrich-Hollaender-Platz), Hohenzollern- und Ludwigkirchplatz. 1905 hatte er bereits 26 Anlagen zu bearbeiten.

### Bekenntnis zur Moderne

Gartenplan für Platz D., den späteren Preußenpark

Allmählich wandte sich Thieme von der eklektizistischen Gartenkunst der Lenné-Meyerschen Schule zur modernen der Berliner Secession. Sein erster Hohenzollernplatz und der Prager Platz von 1904 sind noch reine Schmuckplätze. Mit dem Preußenplatz (ebenfalls 1904) und dem Ludwigkirchplatz (1906) schuf er aber bereits Plätze zum Aufenthalt, im Falle des Preußenplatzes auch für Kinder. Der Preußenplatz war allerdings noch landschaftlich gehalten.
Im Jahr 1906 erhielt Wilmersdorf die ersehnten Stadtrechte. Mit dem Olivaer Platz entschied sich Thieme 1906 für den strengen geometrischen Stil, den er seitdem kaum noch verlassen sollte. Der Olivaer Platz galt damals als der modernste Platz im Berliner Umkreis. 1909 nahm Thieme mit Stadtbauinspektor Paul Nitze an dem Wettbewerb für den Berliner Südwestfriedhof in Stahnsdorf teil und erhielt den ersten Preis. 1912 folgte die Umgestaltung des Hohenzollernplatzes von einem reinen Schmuckplatz zu einer Anlage, bei der die Nutzung im Vordergrund stand.
Der spätestens 1911 entworfene und 1913 begonnene Volkspark Wilmersdorf wirkt hingegen in einigen Bereichen wie ein Rückfall ins 19. Jahrhundert. Allerdings ließ die Geländeform in weiten Teilen keine andere als eine landschaftliche Gestaltung zu.
In Anerkennung seiner Verdienste wurde Thieme Anfang 1914 zum Garteninspektor ernannt.

### Zwischen den Kriegen
Nach dem Kriegsdienst von 1915 bis 1918 kehrte Thieme in die Wilmersdorfer Verwaltung zurück. Mit der Eingemeindung nach Berlin 1920 erhielt er den Titel eines Bezirksgartendirektors. Sein Zuständigkeitsgebiet erweiterte sich um die neuen Ortsteile Grunewald und Schmargendorf.
Es folgte die Umgestaltung des Preußenparks (1920), bei der nunmehr die Nutzung im Vordergrund stand, landschaftliche und geometrische Formen wurden integriert, wobei die Symmetrie aber deutlich die Oberhand behielt.
Weitere beachtenswerte Neuanlagen Thiemes sind Flinsberger Platz, Kissinger Platz, Laubenheimer, Kolberger und Hochmeisterplatz. „In seiner schlichten und selbstverständlichen Art,“ heißt es von Thieme, „hat er alle diese großen Leistungen vollbracht, ohne viel von sich reden zu machen.“
1929–1931 gestaltete Thieme die heute als Gartendenkmal geschützten Anlagen der Bärensiedlung an der Tempelhofer Oberlandstraße. Nach 1933 scheint er ganz an den Rand gedrängt worden zu sein und musste die Vorgaben der Nationalsozialisten ausführen, besonders als nach langer Vakanz zum 15. Dezember 1935 Josef Pertl Berliner Gartendirektor wurde. Die Anlage von Sportplätzen anstelle des Sees im zentralen Teil des Volksparks dürfte Thiemes Intentionen entgegen gewesen sein.
1941 wurde Thieme 65 Jahre alt, er arbeitete aber noch im April 1943. Das Datum seines Ausscheidens aus dem Dienst ist bisher nicht bekannt. 1946 war bereits sein Nachfolger Wilhelm Riemann im Amt. Thieme wurde in dem von ihm selbst angelegten Urnenhain des Wilmersdorfer Friedhofs in Wilmersdorf bestattet. Das Grab ist nicht mehr vorhanden.